# Лукьянчук, Руслан Валерьевич
Руслан Валерьевич Лукьянчук (укр. Руслан Валерійович Лук'янчук; род. 19 марта 1972, село Горбановка, Винницкий район, Винницкая область, УССР, СССР) — украинский политик и экономист. Народный депутат Украины. Член партии «Народный фронт».

## Биография
Среднюю школу окончил с серебряной медалью на Житомирщине в деревне Парипсы, Попельнянского района в 1989 году. В том же году начал свою трудовую деятельность механизатором в колхозе имени Щорса в своём селе.
В декабре 1989 году поступил на подготовительное отделение Киевского института народного хозяйства, которое впоследствии было переименовано в Киевский государственный экономический университет. После окончания университета в 1995 году по специальности «экономическое и социальное планирование» работал младшим научным сотрудником Института России НАН Украины.
Политическую деятельность начал в рядах Всеукраинского объединения «Громада», где в 1998 году был избран в состав Ревизионной комиссии. С апреля 2000 года стал заместителем по экономическим вопросам директора ЗАО «Институт экономических реформ». В том же году вступил в партию Всеукраинское объединение «Батькивщина».
С 2000 по 2002 год — заместитель директора ЗАО «Институт экономических реформ». С августа 2002 по 2006 год — помощник-консультант народного депутата Украины (Александра Турчинова). По данным СМИ, ещё с 2002 года Лукьянчука в «за глаза» называли «казначей „Батькивщины“».
13 сентября 2002 года Руслан Лукьянчук был задержан возле офиса партии «Батькивщина» с крупной суммой наличности. Задержание было санкционировано судом и связано с масштабной операцией налоговой милиции по борьбе с отмыванием денег. По версии следствия, Лукьянчук был пойман с поличным как один из активных участников группы «конвертаторов». Позже, 2 октября, генеральный прокурор Украины Святослав Пискун объявил о том, что в отношении начальника Лукьянчука, народного депутата Александра Турчинова, также было заведено уголовное дело в связи с тем, что тот «выручал задержанного и уже арестованного „конвертатора“ Лукьянчука». 23 июня 2005 года постановлением Броварского горрайонного суда Киевской области уголовное дело было закрыто в связи с отказом прокурора от обвинения из-за недоказанности вины Руслана Лукьянчука в совершении инкриминируемых ему преступлений. 4 января 2006 года решением того же суда Лукьянчуку был компенсирован моральный ущерб вследствие незаконного задержания, обыска, а также за всё время пребывания под следствием, судом и под стражей. Сам Лукьянчук связывает своё преследование и пребывание под стражей с участием в борьбе против «режима» Леонида Кучмы.
В 2006 году, когда министр внутренних дел Юрий Луценко заявил о наличии судимостей и незакрытых уголовных дел у ряда кандидатов в народные депутаты от БЮТ, Руслан Лукьянчук выиграл и в Печерском районном суде, и в Апелляционном суде Киева иски, в которых требовал опровержений Луценко информации относительно него. Суды обязали Луценко извиниться перед депутатом.
В 2006 году по спискам «Блока Юлии Тимошенко» Руслан Лукьянчук избран народным депутатом Украины, а в 2007 году — переизбран (№ 56 в списке). В Верховной раде работал членом Комитета по вопросам аграрной политики и земельных отношений.
С 12 декабря 2012 года — народный депутат Украины VII созыва от партии Всеукраинское объединение «Батькивщина», № 42 в списке. Первый заместитель председателя Комитета по вопросам информатизации и информационных технологий.
С 27 ноября 2014 — народный депутат Украины VIII созыва от партии «Народный фронт», № 18 в списке. Первый заместитель председателя Комитета по вопросам информатизации и связи.
Возглавлял депутатскую группу ВРУ по межпарламентским связям с Литвой.
25 декабря 2018 года включён в санкционный список России.
По данным СМИ, Руслан Лукьянчук владеет совместным бизнесом со Александром Турчиновым. В журналистском расследовании, вышедшем 1 мая 2017 года на телеканале «24», говорилось о связи Турчинова и Лукьянчука с тремя крупными компаниями («Абсолют Финанс», «Магнат» и «Октава Финанс»), владеющими третью пунктов обмена валюты на территории Украины. Эти пункты осуществляют обмен валют без кассовых аппаратов, что нарушает требования законодательства, поскольку в этом случае не предоставляется автоматическая налоговая отчётность в Государственную фискальную службу. Все компании, по утверждению журналистов, зарегистрированы на подставных лиц — Оксану и Илону Бродовскую и Григория Пронько (отца Оксаны). Оксана и её муж Валентин Бродовский на протяжении четырёх созывов Верховной рады были помощниками народного депутата Руслана Лукьянчука. Расследования на эту тему публиковались в украинских СМИ и ранее.
Сам Руслан Лукьянчук заявил, что ни он сам, ни его семья не имеют никакого отношения к хозяйственной деятельности вышеупомянутой группы компаний и режима налогообложения этой деятельности. 17 мая 2018 года Печерский райсуд Киева обязал медиахолдинг ТРК «Люкс» (в его состав входят «24 Канал», национальная сеть радиостанций «Радио Люкс» и «Радио Максимум»), журналистов-расследователей Дениса Бигуса и Надежду Бурдей, а также Интернет-издание «Украинская правда» опровергнуть информацию об Александре Турчинове. В резолютивной части решения сказано, что информация о причастности Турчинова к деятельности финансовых компаний ООО «Абсолют Финанс», ООО «Магнат», ООО «Октава Финанс» и их владельцев, а также влияния на налоговые органы с целью уклонения от уплаты налогов вышеупомянутыми компаниями, является недостоверной и нарушает его честь, достоинство и деловую репутацию. Упомянутые медиа должны опровергнуть эту информацию на своих ресурсах. Решением Киевского апелляционного суда от 4 апреля 2019 года решение суда первой инстанции оставлено в силе, а апелляционная жалоба журналистов была отклонена . Кроме того, 29 августа 2018 года Апелляционный суд Киева также признал недостоверными и обязал журналистов опровергнуть обвинения ООО «Абсолют Финанс» в непредоставлении им налоговой отчётности.
Руслан Лукьянчук — кандидат наук по государственному управлению (2017).

## Награды
- Наградное оружие — пистолет «Форт-9» (17 апреля 2014)[19].

## Семья
Жена — Мирослава Борисовна Лукьянчук. Сын — Роман Лукьянчук (1994). Дочь — Ярослава Лукьянчук (2009). Вероисповедание — баптизм